# Yussuf Poulsen
Yussuf Yurary Poulsen, född 15 juni 1994 i Köpenhamn, är en dansk fotbollsspelare som spelar för RB Leipzig och Danmarks fotbollslandslag.
Poulsen var med i Danmarks trupp vid U21-EM 2015. Han deltog i Världsmästerskapet i fotboll 2018, där han i första VM-matchen mot Peru den 16 juni 2018 gjorde Danmarks första och enda mål i matchen.